# La Piula
La Piula fou un setmanari satíric en llengua catalana del que se n'editaren 28 números entre el 23 de març i el 29 de setembre del 1916, com un intent d'emular el to i l'estil del desaparegut Cu-cut! el 1912 per prohibició governativa. De fet, nombrosos col·laboradors de Cu-cut! hi participaren, cosa que feu possible una notable qualitat i una gran semblança amb l'original.
Des d'una visió propera al catalanisme moderat que representava la Lliga, la revista va ser impulsada pel llibreter Salvador Bonavia i amb Ferran Agulló com a redactor en cap. Entre els col·laboradors literaris hi havia Francesc Curet i Prudenci Bertrana, i en la part gràfica destacaven les singulars portades de Junceda, i els ninots d'Apa, Opisso, Llaverias, Bon, Passarell, Pal, Castanys, Anem, Pere Prat, Toullot i d'altres.